# NGC 2401
NGC 2401 је расејано звездано јато у сазвежђу Крма које се налази на NGC листи објеката дубоког неба.
Деклинација објекта је - 13° 58' 0" а ректасцензија 7h 29m 24,3s. Привидна величина (магнитуда) објекта NGC 2401 износи 12,6. NGC 2401 је још познат и под ознакама OCL 588.